# Tante Agathes Testamente
Tante Agathes Testamente er et brætspil udviklet i 1993 af Milton Bradley og udgivet af Hasbro på en del sprog.
Kan spilles af 2-4 spillere og appellerer til børn og deres forældre. Børnene tiltrækkes af det visuelle design og 'legetøjseffekten'. Deres forældre tiltrækkes nok mere af det taktiske spil – bluff udgør, foruden rent held, en del af sejren.
Den stinkende rige tante Agathe er død og har ingen slægtninge! Tolv venner og ansatte er derfor uhyre interesseret i at få fingrene i hendes millioner. Spillet foregår i tante Agathes herskabsvilla, hvor de tolv potentielle arvinger er samlet for at høre testamentet blive afsløret. ”Testamentet der dræber” kunne passende være titlen på dokumentet, idet det angiver at kun den, hvis portræt hænger på væggen i hendes villa, skal arve HELE formuen. I praksis er der den hage ved arven, at arvingen skal forlade villaen i live, for at få pengene. Som i så mange andre gamle huse er der fyldt med fælder, som er til rådighed for de forsmåede arvinger in spe.
Kort fortalt; hvis ens portræt hænger på væggen, skal man undgå fælderne og forlade villaen – hvis ikke, skal man blot sørge for at den 'heldige' mødes med tante Agathe i det hinsides.
Første gang spillet tages i brug, skal tante Agathes herskabsvilla samles i pap med plastklemmer. Diverse klistermærker skal påføres fælderne, hvilket kræver lidt fingersnilde. Dette skal dog kun gøres første gang og man bliver belønnet med en tredimensional spillebane.
 Demonteringen kan gøres lettere ved ikke at frakoble trappen, den venstre og den midterste endevæg. Yderligere skal fælderne adskilles så lidt som muligt. 

## Figurerne og deres ønsker
- Butleren Smothers – sejle Jorden rundt på et krydstogt.
- Chaufføren Tacksey – køre Formel 1 i Monaco.
- Den unge Kavaler Wiseley – trække sig tilbage med stil.
- Frisøren Crimp – et navn i den fashionable modeverden.
- Gartneren Hickory – videreudvikle sine roser.
- Katten Poopsie – hvem ved, mere kattegrus?
- Kokken Pierre – stå for ”Mad med Overskud” i TV.
- Lægen Charity – oprette en helseklinik.
- Spåkonen Madame Astra – afprøve sin krystalkugle på børsen.
- Stuepigen Dusty – fylde sin sidste fejebakke.
- Tennistræneren Clay – bestikke nogle dommere til Wimbledon.
- Veninden Lulu – oprette Sladderbladet.

## Kortene
Der er 12 Figurkort (sv; karaktärskort), et for hver potentielle arving. De har et spørgsmålstegn på bagsiden. Kortene blandes og uddeles uden at spillerne ser hinandens kort. I 2-spillersituationen får hver spiller 4 kort de må se på og 2 kort de først må se på, når spillet er slut. Den spiller der har figurkortet til spillebrikken, der arver det hele, har vundet.
Der er 13 Portrætkort (ty; Erbenkarte), et for hver potentielle arving og tante Agathe. De har en kridtaftegning af et lig på bagsiden. Tante Agathes portrætkort lægges med forsiden nedad, resten af kortene blandes og lægges med bagsiden opad ovenpå tante Agathes. Kortbunken anbringes, med tante Agathe yderst, i plastikrammen på bagvæggen, uden at afsløre rækkefølgen. Når spillet begynder, fjernes tante Agathe og lægges på sofaen. Det nu blottede portræt er enearvingen (indtil videre).
Der er 29 Fældekort (en; trap card): 10 Detektivkort, 5 kort der kan anvendes til én bestemt fælde, 10 kort der kan anvendes til to bestemte fælder og 4 Chancekort (en; Wild Card), der kan udløse en hvilken som helst fælde. Kortene blandes og bunken lægges med bagsiden opad på græsset foran villaen. Bagsiden af fældekortene viser villaen i tordenvejr.

## Opstilling
Før uddelingen af kort, placeres de 12 spillebrikker (en:pawns) på hver sin røde stol i tilfældig rækkefølge. Detektivbrikken anbringes på den haveflise, der er fjernest fra hoveddøren. Spillerne anbringes så alle kan se portrætrammen. Ved hjælp af terningkast, bestemmes rækkefølgen. Spillet går med uret rundt.

## Selve spillet
Man slår med to specielle Tante Agathes Testamente-terninger og flytter to forskellige spillebrikker, en for hver terning (der må kun stå én spillebrik på hvert felt). Man må flytte alle brikker, også de andres. Den heldige enearving prøver at flytte sin spillebrik hen til hoveddøren – de andre flytter den væk fra hoveddøren!
Spillebrikker må flyttes vertikalt og horisontalt, men ikke diagonalt. Man kan ikke gå igennem vægge eller andre spillebrikker, man må ikke gå på møblerne (med mindre at man er blokeret i starten, så må man gerne gå på de røde stole) og man må kun røre et felt én gang pr. tur.
Hvis man slår to ens med terningerne må man flytte det forreste portræt om bag i bunken, så en ny er blevet enearving. Man må også rykke én spillebrik med begge terningers øjne.
Alle spillebrikker skal være flyttet fra de røde stole før en spillebrik kan flyttes anden gang (gælder kun i begyndelsen). 

## At gå i fælden
På spillebanen er der 5 fældefelter (en:Trap Spaces), markeret med et farvet dødningehoved. At lande på et fældefelt kan kun udløse den nærmeste fælde. Når man har flyttet en spillebrik til et fældefelt, MÅ man tage et kort fra fældekortbunken. Hvis det er et detektivkort flyttes detektivbrikken et felt mod hovedindgangen og et nyt kort trækkes. Man SKAL ikke benytte fældekortet, selvom det kan udløse den pågældende fælde. Man kan gemme kortet til senere brug og de andre spillere må ikke se det udtrukne fældekort, hvis det ikke bruges. Alle brugte fældekort lægges med forsiden opad i en bunke på græsplænen.

## Udløsning af fælder
Kun den spiller der flytter en spillebrik hen på et fældefelt, må udløse fælden – og kun i samme tur. Det koster et korrekt fældekort at udløse en fælde. 
- Trappe (en; stairs): Spillebrikken anbringes øverst på trappen og med et tryk på vippearmen, falder figuren ned og brækker nakken.
- Kamin (sv; öppen spis): Spillebrikken anbringes tæt på ildstedet og med et tryk på vippearmen, vil figuren spare på udgiften til kremering.
- Lysekrone (en; chandelier): Et tryk på vippearmen; lysekronen er i frit fald og lyset går ud for denne arving.
- Statue (ty;Ritterrüstung): Et tryk på vippearmen og en ridderrustning med hellebard falder ned på den uheldige.
- Bogreol (sv; bokhylla): Spillebrikken anbringes ovenpå bogreolen og med et tryk på vippearmen vil stigen og figuren møde gulvet med dødelig udgang.

Efter at en fælde har været udløst, skal den gøres klar til næste offer. Spillebrikken, der gik i fælden, samt det tilsvarende figurkort, skal lægges i en 'gravplads' ved siden af spillepladen. Hvis portrættet hang forrest på væggen, skal det lægges på sofaen. Det næste 'levende billede' er nu arving. Hvis et portræt af en afdød arving dukker op på væggen, skal portrætkortet blot lægges på sofaen. 
Hvis en spiller mister sit sidste figurkort, er vedkommende ude af spillet. Eventuelle fældekort skal iblandes bunken med ubrugte fældekort. Dette gælder ikke i 2-spillersituationen. 

## Hemmelige passager
På spillepladen er der 5 hemmelige passager (sv:Hemlig Vägruta), symboliseret ved trælemme. De bruges til at flytte spillebrikker tættere på de fælder, som man har fældekort til. Hver hemmelige passage er forbundet med de 4 andre og springet fra trælem til trælem koster et ryk. (Eksempel; man slår 5 med terningen, flytter spillebrikken 1 ryk til nærmeste hemmelige passage og har efter passagen 3 ryk tilbage.) En spillebrik efterladt på en hemmelig passage kan godt springe til en anden hemmelig passage af den næste spiller.

## Succeskriterier
Der er tre måder at vinde på:
1. Ved at få sin spillebrik ud af huset, mens det tilsvarende portræt hænger på væggen.
2. Ved at en af ens figurer har sit portræt på væggen, når detektiven når frem til trappestenen..
3. Ved at have den sidste overlevende figur.

## Bluff
Man skal sørge for at hemmeligholde ens spillebrikkers identitet ved at flytte dem mod fælder. Hvis man vælger nogle fælder tæt på udgangen, er man klar hvis ens portræt dukker op på væggen. Hvis man flytter en anden spillers spillebrik mod udgangen, forvirres de andre spillere (virker bedst ved fire spillere).

## 2-spillersituationen
Selv om man mister alle sine kendte figurkort, må man IKKE kikke på de to ukendte figurkort, man har fået udleveret. Man må så spille videre og håbe på at man ikke slår sine egne, ukendte figurer ihjel. En spillebrik kan vinde på en af de i ”Succeskriterier” nævnte tre måder. Begge spillere kikker nu på deres kendte og ukendte kort. Den spiller, der har et figurkort svarende til den vindende spillebrik, har vundet. 

## Kritik
Fælderne er lidt ustabile og kan efter kort tids 'misbrug' gå i stykker.
Opstillingen kan tage lidt tid og kræver lidt fingersnilde. Samlearbejdet gør nok at de voksne helst vil lade "Tante Agathes Testamente" blive liggende på hylden, frem for at spille det så tit.
Ved nogle af fælderne er det muligt at nedlægge både brikken i fælden og de omkringstående brikker. Så skal man huske hvor de stod og sætte dem på plads igen.

Ved fire spillere kan man godt føle at man er inaktiv for længe. 

## Andre udgaver
1313 Dead End Drive har 16 arvinger og hvis ingen er nået ud af villaen inden midnat, går arven til Kæledyrsvennernes Alderdomshjem. Hver arving får fra starten af en pose penge og ved at dræbe sine rivaler, øger man sin formue (med rivalernes formuer).
Tante Agathes Testamente udgives på andre sprog:
- – 13 Dead End Drive.
- – Agathas letzter Wille.
- – La Course à l'Héritage.
- – La Herencia de la Tía Agata.
- – L'erede misterioso.
- – Ongelukslaan 13.
- – Faster Agathas Testamente.
- – Kalmankuja 13

## Uofficielle variationer
Man kan spille med at hvis en spillebrik ikke vælter ved udløsning af en fælde, overlever personen.

Hvis en person mister alle sine figurkort, kan man lade vedkommende trække et nyt fra den spiller med flest overlevende figurkort.